# Dollar libérien
Pour les articles homonymes, voir Dollar.
Le dollar libérien est la devise officielle du Liberia entre 1847 et 1907, puis de nouveau, depuis 1943. Il est divisé en 100 cents et n'est pas négociable sur le marché international des changes.

## Histoire

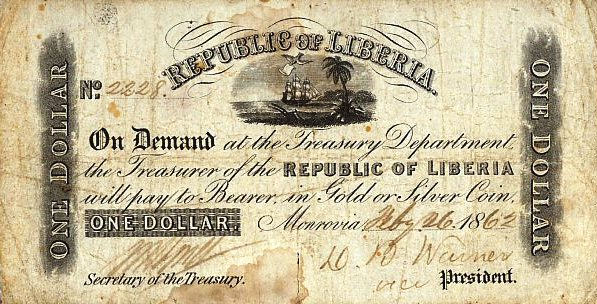
Billet de 1 dollar libérien, uniface, daté 1862.

Avant 1943, le dollar libérien a été la monnaie du Libéria entre 1847 et 1907, indexée sur le dollar américain, monnaie qui circulait également librement dans ce pays. Dès 1833, sont frappées par l'American Colonization Society des jetons en bronze d'une valeur de 1 cent, commémorant la fondation du pays en 1816.
Jusqu'en 1862, seules deux pièces en bronze furent frappées aux armes du Libéria, de 1 et 2 cents ; la première sort au millésime 1847, selon le même module que la pièce britannique de 1 penny George III type 1797, pesant 9 grammes et figurant à l'avers le buste d'une femme coiffé du bonnet phrygien. À partir de 1896, des pièces de 1 et 2 cents en bronze et de 10, 25 et 50 cents en argent sont frappées avec régularité.
Le Trésor libérien a émis des billets entre 1857 et 1880 aux montants de 10, 25 et 50 cents, et de 1, 2, 3, 5 et 10 dollars. La dernière série date de 1906.
Passé cette date, le Libéria adopte la livre de l'Afrique occidentale britannique, laquelle est amarrée à la livre sterling. À compter de 1935, le dollar américain redevient progressivement l'unité de compte de ce pays, qui officialise sa propre monnaie en 1943 ; le pays commence à fabriquer pièces et billets libellés en dollar libérien dès 1937.
Le dollar libérien connaît une grande période de stabilité jusqu'en 1980, ayant une parité fixe avec le dollar américain de un contre un. Le coup d'État du 12 avril 1980 orchestré par Samuel Doe plonge le pays dans un chaos monétaire en entraînant la fuite d'importantes masses de capitaux. L'État libérien tente de l'enrayer en faisant fabriquer une pièce de 5 dollars pour remplacer l'absence de billets en circulation. Fin des années 1980, sort un nouveau billet de 5 dollars figurant Joseph Jenkins Roberts. Durant la période de guerre civile entre 1990 et 2004, le billet de 5 dollars fut modifié : à Monrovia, on acceptait seulement les billets modifiés, appelés Liberty notes, le pays vivant alors suivant deux régimes monétaires. Avec la victoire aux élections de Charles Taylor en 1997, une nouvelle série de billets fut fabriquée et émise le 29 mars 2000.

## Pièces de monnaie modernes

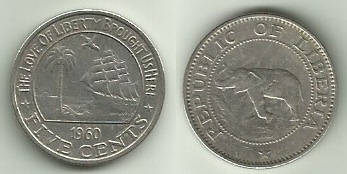
Pièce de 5 cents en nickel, type « éléphant » (1960).

En 1937, sont frappées des pièces de 1/2, 1 et 2 cents en bronze. En 1960, sont frappées des pièces de 1 cent en bronze, de 5 cents en nickel, et de 10, 25 et 50 cents en argent. En 1961, une pièce de 1 dollar en argent est émise. En 1966, l'argent métal est remplacé par du cupronickel. En 1982 et 1985, une pièce de 5 dollars est fabriquée de forme polygonale. Depuis les années 1970, le Libéria frappe de nombreuses pièces commémoratives non-circulantes destinées aux collectionneurs.

## Billets de banque
La Banque centrale du Libéria lance une réforme monétaire le 29 mars 2000, en lançant une nouvelle série de billets. Les Liberty notes émis durant la guerre civile sont échangés au taux de 2 contre 1 nouveau billet. La nouvelle série comporte les portraits de la plupart des anciens présidents du pays.
Le 27 juillet 2016, la Banque centrale introduit de nouveaux procédés de sécurité afin de lutter contre la contrefaçon et émet un billet de 500 dollars.
En termes de change, le cours du dollar libérien s'est effondré face à la monnaie américaine depuis les années 1980. En novembre 2019, le billet de 500 dollars libériens s'échangeait à Monrovia contre 2,50 dollars des États-Unis.

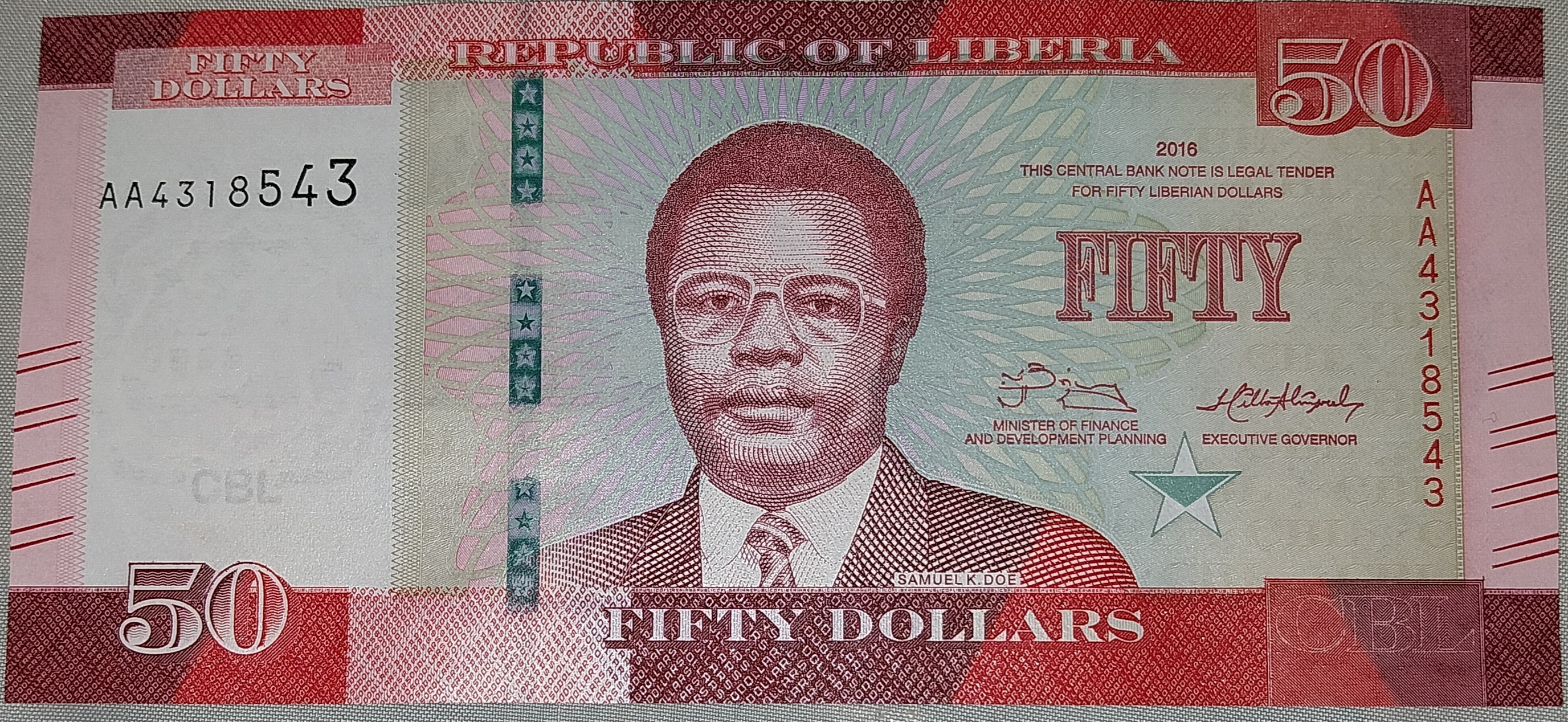
Billet de 50 dollars libériens.

| Billets série 2016 | Billets série 2016 | Billets série 2016 | Billets série 2016 | Billets série 2016     | Billets série 2016                        | Billets série 2016   | Billets série 2016 | Billets série 2016 |
| Images             | Images             | Valeur             | Couleur            | Description            | Description                               | Description          | Date               | Date               |
| Avers              | Revers             | Valeur             | Couleur            | Avers                  | Revers                                    | Filigrane            | 1re série          | Série              |
| ------------------ | ------------------ | ------------------ | ------------------ | ---------------------- | ----------------------------------------- | -------------------- | ------------------ | ------------------ |
| [ 5 ]              |                    | $5                 | Pourpre            | Edward James Roye      | Femme cultivant le riz                    | Armoiries du Liberia | 2016               | 2016               |
| [ 6 ]              |                    | $10                | Bleu               | Joseph Jenkins Roberts | Récolte du caoutchouc                     | Armoiries du Liberia | 2016               | 2016               |
| [ 7 ]              |                    | $20                | Marron             | William Tubman         | Jeune homme en bord de route avec scooter | Armoiries du Liberia | 2016               | 2016               |
| [ 8 ]              |                    | $50                | Rouge              | Samuel Doe             | Travailleur dans une plantation           | Armoiries du Liberia | 2016               | 2016               |
| [ 9 ]              |                    | $100               | Vert               | William Tolbert        | Une femme et son enfant au marché         | Armoiries du Liberia | 2016               | 2016               |
| [ 10 ]             |                    | $500               | Violet             | Une femme et un homme  | Hippopotame et ses petits                 | Armoiries du Liberia | 2016               | 2016               |